# Landkreis Halberstadt
Der Landkreis Halberstadt war ein Landkreis im Westen des Bundeslandes Sachsen-Anhalt. Zum 1. Juli 2007 ging er im neuen Landkreis Harz auf. Nachbarkreise waren im Norden die niedersächsischen Landkreise Wolfenbüttel und Helmstedt sowie der Bördekreis, im Südosten der Landkreis Quedlinburg, im Süden der Landkreis Wernigerode und im Westen der niedersächsische Landkreis Goslar.

## Geschichte

### Preußen
Bei der Einteilung des Regierungsbezirks Magdeburg der preußischen Provinz Sachsen in Kreise wurde 1816 der Stadtkreis Halberstadt gebildet, der neben der Stadt Halberstadt die umliegenden Dörfer Emersleben, Groß Quenstedt, Harsleben, Klein Quenstedt, Sargstedt und Wehrstedt umfasste.
Zum 1. Januar 1825 wurde der Raum Halberstadt neugeordnet. Es wurde ein vergrößerter Kreis Halberstadt gebildet, bestehend aus
- dem bisherigen Stadtkreis Halberstadt
- den Städten Derenburg, Hornburg und Osterwieck sowie den Dörfern Abbenrode, Berßel, Bühne, Danstedt, Deersheim, Göddeckenrode, Hoppenstedt, Isingerode, Langenstein, Lüttgenrode, Osterode, Rhoden, Rimbeck, Roklum, Schauen, Stötterlingen, Stötterlingenburg, Suderode, Veltheim und Wülperode des aufgelösten Kreises Osterwieck
- den Dörfern Aspenstedt, Athenstedt, Dardesheim, Heudeber, Mahndorf, Mulmke, Rohrsheim, Ströbeck und Zilly des Kreises Oschersleben.

Die Stadt Halberstadt schied 1891 als Stadtkreis aus dem Kreis aus. Der verbleibende Kreis hieß seitdem Landkreis Halberstadt. Er wurde bei der preußischen Kreisreform 1932 aufgelöst. Emersleben, Groß Quenstedt, Harsleben, Klein Quenstedt und Wehrstedt kamen zum Landkreis Oschersleben (Bode); alle übrigen Gemeinden zum Landkreis Wernigerode.
Der Landkreis Halberstadt hatte am 1. Dezember 1910 39.392 Einwohner auf einer Fläche von 433 km².

### Der Kreis Halberstadt in der DDR
Zum 25. Juli 1952 wurde in der DDR ein neuer Kreis Halberstadt aus dem Stadtkreis Halberstadt und aus Teilen der Landkreise Oschersleben und Wernigerode gebildet. Der Kreis wurde dem Bezirk Magdeburg zugeordnet.

### Der Landkreis Halberstadt in Sachsen-Anhalt
Nach der Wiedervereinigung gehörte der nun wieder als Landkreis Halberstadt bezeichnete Kreis zum Regierungsbezirk Magdeburg von Sachsen-Anhalt. Am 1. Juli 2007 ging er im Zuge der Kreisgebietsreform in Sachsen-Anhalt zusammen mit dem Landkreis Quedlinburg und dem Landkreis Wernigerode im Landkreis Harz auf.

## Einwohnerentwicklung
| Jahr | Einwohner | Quelle |
| ---- | --------- | ------ |
| 1816 | 14.294    | [ 6 ]  |
|      |           |        |
| 1843 | 47.354    | [ 7 ]  |
| 1871 | 57.993    | [ 8 ]  |
|      |           |        |
| 1900 | 40.259    | [ 9 ]  |
| 1910 | 39.392    | [ 9 ]  |
| 1925 | 40.485    | [ 9 ]  |
|      |           |        |
| 1960 | 105.636   | [ 10 ] |
| 1971 | 98.973    | [ 10 ] |
| 1981 | 91.918    | [ 10 ] |
| 1989 | 88.604    | [ 10 ] |
| 2006 | 74.886    | [ 11 ] |

## Politik

### Landräte
1816–1831 Johann Heinrich Wilhelm Lehmann
1831–1844 Hermann Kleist von Nollendorf (1804–1870)
1844–1859 Gustav von Gustedt (1804–1859)
1860–1864 Werner von Gustedt (1813–1864)
1864–1878 Wilhelm Rimpau (1814–1892)
1879–1889 Werner Meyer (1838–1889)
1890–1918 Ludwig Stegemann
1918–1926 Ernst Wegner († 1926)
1927–1932 Hermann Müller
1990–1991 Thomas Veil
1991–1994 Joachim Wintjen
1994–2007 Henning Rühe

### Wappen
Blasonierung: „Gespalten von Silber und Rot“, Genehmigung vom 20. Juli 1995

## Städte und Gemeinden 1932
Der preußische Landkreis Halberstadt umfasste Anfang der 1930er Jahre vor seiner Auflösung zuletzt vier Städte und 32 weitere Gemeinden:
| - Abbenrode - Aspenstedt - Athenstedt - Berßel - Bühne - Danstedt - Dardesheim, Stadt - Deersheim - Derenburg, Stadt | - Emersleben - Göddeckenrode - Groß Quenstedt - Harsleben - Heudeber - Hoppenstedt - Hornburg, Stadt - Isingerode - Klein Quenstedt | - Langenstein - Lüttgenrode - Mahndorf - Osterode - Osterwieck, Stadt - Rhoden - Rimbeck - Rohrsheim - Roklum | - Sargstedt - Schauen - Stötterlingen - Ströbeck - Veltheim - Wehrstedt - Westerburg - Wülperode - Zilly |

## Städte und Gemeinden (1990–2007)
(Einwohner am 31. Dezember 2006)
Einheitsgemeinden
1. Halberstadt, Stadt (39.318)
2. Huy (8.592)

Verwaltungsgemeinschaften mit ihren Mitgliedsgemeinden
* Sitz der Verwaltungsgemeinschaft
| - 1. Verwaltungsgemeinschaft Bode-Holtemme 1. Groß Quenstedt (1.013) 2. Harsleben (2.304) 3. Nienhagen (449) 4. Schwanebeck, Stadt (2.344) 5. Wegeleben, Stadt * (3.053) | - 2. Verwaltungsgemeinschaft Harzvorland-Huy 1. Aspenstedt (547) 2. Athenstedt (431) 3. Danstedt (539) 4. Langenstein (1.929) 5. Sargstedt (734) 6. Ströbeck, Schachdorf * (1.149) | - 3. Verwaltungsgemeinschaft Osterwieck-Fallstein 1. Aue-Fallstein (5.245) 2. Berßel (736) 3. Bühne (558) 4. Lüttgenrode (728) 5. Osterwieck, Stadt * (3.810) 6. Rhoden (464) 7. Schauen (501) 8. Wülperode (549) |

### Gebietsveränderungen
Seit 1995 fanden im Landkreis Halberstadt viele Gebietsveränderungen statt.
Von den ursprünglich 7 Verwaltungsgemeinschaften bestanden bei der Auflösung des Landkreises noch 3 Verwaltungsgemeinschaften. In der gleichen Zeit verringerte sich die Anzahl der Gemeinden von 43 auf 21.

#### Änderungen bei Verwaltungsgemeinschaften
- Auflösung der Verwaltungsgemeinschaft Halberstadt – Eingliederung von Sargstedt in die Verwaltungsgemeinschaft Harzvorland-Huy sowie Bildung der Einheitsgemeinde Halberstadt am 1. Januar 1997
- Auflösung der Verwaltungsgemeinschaft Huy – Bildung der Einheitsgemeinde Huy aus den Mitgliedsgemeinden am 1. April 2002
- Auflösung der Verwaltungsgemeinschaft Aue-Fallstein – Bildung der Einheitsgemeinde Aue-Fallstein aus den Mitgliedsgemeinden am 11. September 2003
- Zusammenschluss der Verwaltungsgemeinschaft Osterwieck mit der Gemeinde Aue-Fallstein – Neubildung der Verwaltungsgemeinschaft Osterwieck-Fallstein am 1. Januar 2005
- Zusammenschluss der Verwaltungsgemeinschaften Schwanebeck und Untere Bode – Neubildung der Verwaltungsgemeinschaft Bode-Holtemme am 1. Januar 2005

#### Änderungen auf Gemeindeebene
- Eingemeindung von Emersleben nach Halberstadt am 1. Mai 1995
- Eingemeindung von Klein Quenstedt nach Halberstadt am 1. Januar 1996
- Eingemeindung von Rodersdorf nach Wegeleben am 1. Mai 2001

#### Namensänderung
- Von Osterode zu Osterode am Fallstein am 1. Januar 1998.

## Kfz-Kennzeichen
Anfang 1991 erhielt der Landkreis das Unterscheidungszeichen HBS. Es wurde bis zum 30. Juni 2007 ausgegeben. Seit dem 27. November 2012 ist es zusammenhängend mit der Kennzeichenliberalisierung im Landkreis Harz erhältlich.